# Кайла (Тюрингия)
Кайла (нем. Keila) — община в Германии, в земле Тюрингия.
Входит в состав района Заале-Орла. Подчиняется управлению Ранис-Цигенрюк. Население составляет 86 человек (на 31 декабря 2010 года). Занимает площадь 4,16 км².